# Курилехівка
Куриле́хівка — село в Україні, у Терешківській сільській громаді Полтавського району Полтавської області. Населення становить 143 осіб. До 2017 орган місцевого самоврядування — Микільська сільська рада.

## Географія
Село Курилехівка знаходиться за 1,5 км від села Бузова Пасківка та за 2 км від села Кашубівка.

## Історія
- 12 червня 2020 року, відповідно до розпорядження Кабінету Міністрів України № 721-р «Про визначення адміністративних центрів та затвердження територій територіальних громад Полтавської області», село увійшло до складу Терешківської сільської громади[1].
- 19 липня 2020 року, в результаті адміністративно — територіальної реформи та ліквідації Полтавського району(1925—2020), село увійшло до складу новоутвореного Полтавського району[2].

## Населення

### Мова
Розподіл населення за рідною мовою за даними перепису 2001 року:
| Мова       | Кількість | Відсоток |
| ---------- | --------- | -------- |
| українська | 136       | 95.1%    |
| російська  | 7         | 4.9%     |
| Усього     | 143       | 100%     |